# Uldiutxini
Uldiutxini (en rus: Ульдючины) és un poble de Calmúquia, a Rússia, segons el cens del 2012 tenia 820 habitants. Pertany al districte municipal de Priiútnoie.